# オナガガモ
オナガガモ（尾長鴨、学名：Anas acuta）は、カモ目カモ科カモ亜科マガモ属に分類される鳥類の一種である。北半球に広く分布する大型のカモで、名前通りオスの尾羽が長いのが特徴である。

## 分布
ユーラシア大陸の北部と北アメリカ北部の寒帯から亜寒帯にかけての地域で繁殖し、冬季はユーラシアおよび北アメリカの温帯から熱帯地域やアフリカ北部に渡り越冬する。カモ類の中ではマガモ、コガモ、ハシビロガモに並んで分布域が広い。アジア極東部で繁殖するものは、同じ個体が年によって日本などのアジア地域や北アメリカと異なった地域で越冬することが、足環を使った標識調査で確認されている。

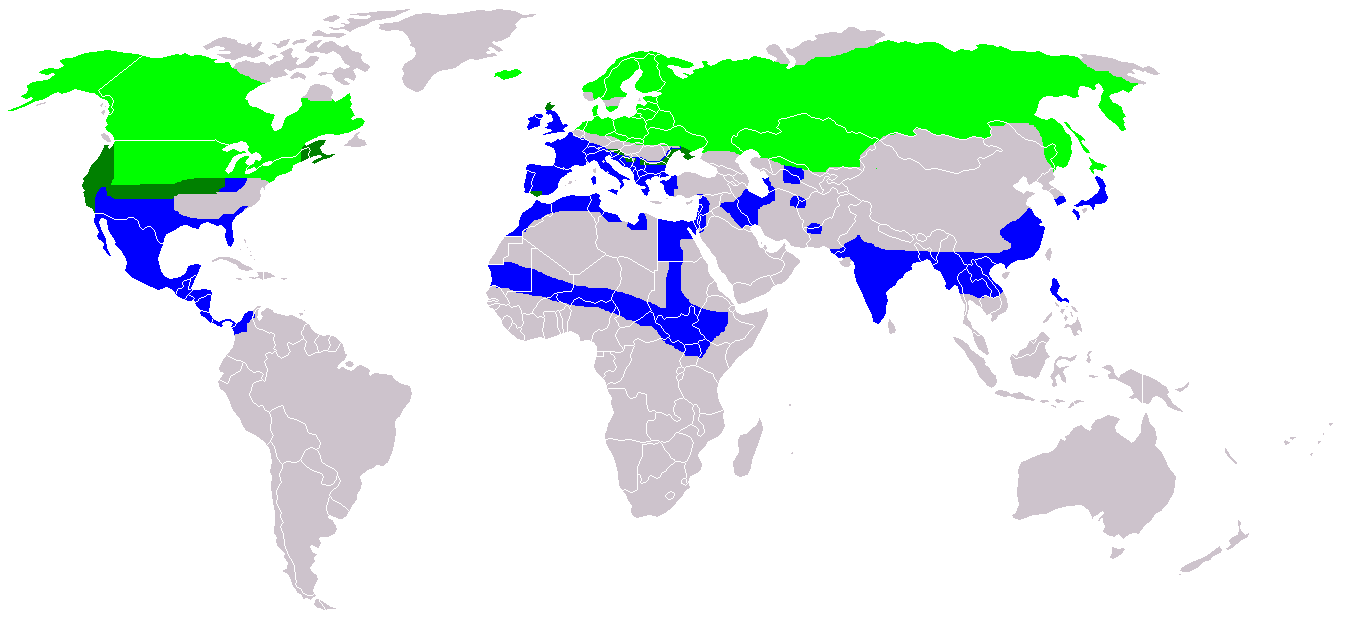
オナガガモの分布。黄緑が繁殖地、青が越冬地、緑が1年中見られる地域を示す

日本では全国に冬鳥として多数渡来する。

## 形態
全長はオス61-75cm、メス51-57 cm。翼開長は80-95 cm。マガモよりもわずかに大きい。他のカモより比較的首と尾羽が長くスマートな体型をしている。オスの方が大きいのは、もともとオスの方が大きいのに加え、尾羽の中央2枚が10 cmほども細長く伸びることによる。
オス成鳥は頭部が黒褐色、首から胸、腹まで白色で、その境界では白い帯が首の側面から後頭部に切れこむ。体は黒い横しま模様が細かく走る。背中に蓑のような黒い肩羽があり、翼と尾も黒いが、腰に黄白色の太い帯が入る。また、くちばしは中央が黒くて側面が青灰色をしている。メスは頭部は褐色、その他の部分は黒褐色に淡褐色の縁取りがある羽毛に覆われ、全体的に黒褐色と淡褐色のまだら模様に見える。くちばしは全体が黒い。
なお非繁殖期のオスはメスによく似たエクリプスに変化するが、くちばし側面の青灰色が残るので区別できる。
その他メスが雄化した個体や、他のカモ類との雑種（同属のマガモ・コガモ・トモエガモ・ヒドリガモなどとの）もまれに記録される。

## 生態
越冬地では湖沼、河川、海岸などに生息する。群れを形成する。日本では、各地のハクチョウ渡来地において、ハクチョウ類の周囲に多数群がっているのが観察される。
食性は雑食性で、植物の種子や水草、貝類などを食べる。昼間は休息をとり、夜間に餌場に移動して採餌するが、餌付けされている地域では日中も活動する。ハクチョウ渡来地ではハクチョウの餌付けの際に殺到する様が見られる。また、北アメリカでは多数飛来するオナガガモに作物を食害されないように、ムギなど穀物の一部をわざと収穫せずに畑に残し、オナガガモに食べさせている。
繁殖形態は卵生。繁殖期は5-7月で、抱卵・育雛はメスが行う。
オスはコガモのような高い鳴き声の他「ピル、ピル」などいくつかの違った声で鳴く。メスの鳴き声はマガモのように「ガーガー」である。

## 人間との関係
狩猟鳥である。マガモ同様、肉が食用として賞味されるが、その味はマガモに較べて水っぽく、劣っているとされる。

## 種の保全状況評価
国際自然保護連合（IUCN）により、軽度懸念（LC）の指定を受けている。日本の高知県でレッドリストの危急種の指定を受けている。